# Вамберто
Вамберто де Жезус Соуза Кампос (порт. Wamberto de Jesus Sousa Campos; родился 13 декабря 1974, Сан-Луис), более известный как просто Вамберто — бразильский футболист.

## Ранние годы
Вамберто родился в Сан-Луисе, в довольно бедном районе. Вамберто был самым младшим из десяти детей, среди которых было пять сестёр и четыре брата. Отец Вамберто работал в сельском хозяйстве, а мать работала в качестве портнихи. Старейший брат, который на 19 лет старше Вамберто, также работал и помогал семье свести концы с концами, он по-прежнему работает в качестве полицейского.

## Клубная карьера
Вамберто начал свою футбольную карьеру в юношеской команде клуба «Сан-Луис», позже Вамберто выступал за молодёжный состав клуба «Сампайо Корреа». В 1991 году Вамберто отправился в бельгийский «Серен», в котором в течение двух лет выступал за молодёжный состав. В 1993 году Вамберто попал в основную команду «Серена». В своём первом сезоне в чемпионате Бельгии 1993/94 Вамберто провёл 33 матча и забил 8 мячей. Всего за «Серен» Вамберто отыграл пять сезонов, сыграв за это время 86 матчей и забив 13 мячей.
В 1996 году Вамберто перешёл в другой бельгийский клуб «Стандард» из города Льежа. После двух сезонов в «Стандарде» Вамберто за 5 млн гульденов перешёл в нидерландский «Аякс» из Амстердама, подписав контракт на пять лет. Дебют Вамберто в «Аяксе» состоялся 16 августа 1998 года в матче за суперкубок Нидерландов против «ПСВ». В своём первом сезоне за «Аякс» Вамберто выиграл чемпионат и кубок Нидерландов. После прихода на тренерский пост Рональда Кумана в 2002 году, Вамберто потерял место в основном составе, в сезонах 2002/03 и 2003/2004 Вамберто сыграл всего 10 матче и забил 1 мяч. После пяти сезонов в «Аяксе», за которые Вамберто сыграл 111 матчей и забил 26 мячей, бразилец был отдан в аренду бельгийскому «Монсу».
После окончания аренды в 2004 году Вамберто подписал контракт на два года со «Стандардом», в котором ранее выступал в течение двух сезонов. В «Стандарде» Вамберто так и не стал игроком основного состава, проведя за два сезона 28 матчей и забив 1 мяч. В 2006 году Вамберто стал игроком «Монса». В составе «Монса» в чемпионате Бельгии 2006/07 Вамберто сыграл 17 матчей и забил 2 мяча. После окончания сезона бразилец вернулся в Нидерланды и подписал контракт с клубом «Омниворлд».

## Достижения
- Чемпион Нидерландов: 1998, 2002, 2004
- Обладатель кубка Нидерландов: 1998, 2002
- Обладатель суперкубка Нидерландов: 2002

## Личная жизнь
Вамберто стал отцом в 15 лет, его супругу зовут Розана. У них трое сыновей. Старший сын, Данило Соуза Кампос, в 2007 году поступил в футбольную академию «Аякса», играл за клубы Бельгии, Украины, России, Белоруссии, Кипра, Турции. Младший сын Вандерсон, в 2017—2022 годах играл за «Краснодар», до этого выступал в таких клубах как «Льерс», «Беерсхот».